# スター・ウォーズ (ナムコ)
『スター・ウォーズ』は、1987年12月4日にナムコから発売されたファミリーコンピュータ用ゲームソフト。「ナムコット ファミリーコンピュータゲームシリーズ」第33弾。

## 概要
本作は映画『スター・ウォーズ 新たなる希望』（1977年）を題材にしたアクションゲーム。ストーリーは映画を基準にしているが、ゲームオリジナルのキャラクターや惑星などが多々ある、設定の矛盾などもあり、かなり映画と比べて違和感のある内容となっている。
ゲームシステムは基本的に主人公のルーク・スカイウォーカーを操作する横スクロールアクションゲームである。敵を倒すとフォース（ひし形の物体として描写されている）が手に入り、集めたフォースを消費することで遠距離攻撃や空中浮遊などの特殊能力を使用できる。救出した仲間は「なかま」コマンドから選択可能で、特定のシーンを進む際に必要となる。必要な場面以外では呼び出しても無言で返される。
惑星間を移動する際の宇宙空間ではミレニアム・ファルコンを操縦する主観視点シューティングステージになり、敵機を一定数撃破すると次のステージに進む。最終ステージはXウイングに搭乗する強制スクロール式のシューティングゲームとなっている（詳細は後述）。
なお、コンティニューの方法は隠しコマンドであり、行うとフォースが減少する仕様のため、フォースの残量が少ない状態だとコンティニューができなくなる。また、ジョイスティックを使って隠しコマンドを入力すればステージセレクトが可能。

## 設定

### 惑星
本作では原作映画・設定に存在するものの他、ゲームオリジナルの惑星が2つ登場する。
タトゥーイン
ルークの故郷。本作の位置付けは「砂漠の惑星」。砂漠を進むとボスの待つサンドクローラーに入る。R2-D2救出後はエアスピーダーに乗れる。
ケッセル
原作映画で言及があった惑星で、本作では「山の惑星」というオリジナル設定となっており、遺跡が聳え立っている。ボスを倒してもオビ＝ワン救出には一手間が掛かる。オビ＝ワン救出後はエアスピーダーに乗れる。
後のスピンオフ映画に登場する。
イスカロン
「水の惑星」であり、本作のオリジナル惑星である。ボスに至るまで水中を泳いで進み、ボスを倒すとすぐにC-3POを救出して脱出する。
デス・スター（一回目）
帝国軍の宇宙要塞。原作に準じてレイアを救出に向かう。それまでのステージよりも広大で複雑。レイアはボス前に救出し、ボス打倒後はすぐに脱出する。
ティナ
本作のオリジナル惑星で、雪と氷に覆われている「氷の惑星」。『帝国の逆襲』に登場する惑星ホスとは別物だが、ボスはホスに生息するワンパの姿をしている。道を塞ぐ門番を説得したり、クジラの頼んで乗せてもらうギミックがあるが、門番はエアスピーダーで撃破も可能。ボス打倒後、チューバッカを見つけ出して救出するとすぐに脱出する。
ヤビン
原作では反乱軍の基地がある衛星だが、ゲーム中の表記は「基地の惑星」。本作では帝国軍の侵攻を受けている。ソロは途中で救出する。ベイダーを倒して最奥部まで行くと最終ステージに向かう。
デス・スター（二回目）
最終ステージは原作通りデス・スターの破壊を目指すシューティングステージとなるが、こちらは縦スクロール式となっている。スクロール速度が速く、ステージも長いので難易度は高い。前に出るとスピードアップ、後ろに下がるとスピードダウンだが時間制限もあり、スピードを緩めていると間に合わない。各所に時間を延長したり残機を増やすアイテムは点在する。分かれ道が多く、行き止まりになっているハズレの道もある。そして、ここでゲームオーバーになるとバッドエンドとなり、コンティニューは不可能。

## キャラクター

### 登場人物
ルーク・スカイウォーカー
主人公。なぜかオビ＝ワンと出会う前からライトセーバーを持っている。
R2-D2
ルークとともに登場するが、タトゥーインのステージ序盤で唐突にジャワ族にさらわれる。デス・スターでは原作通りゴミ処理場で潰されそうになったルークを助ける。今作では普通に喋っている。
オビ＝ワン・ケノービ
ケッセルにて敵に捕まっていた。今作の活躍はダース・ベイダー戦でルークに助言を送るのみ。
C-3PO
水の惑星イスカロンにて捕らえられていた。原住民を説得したり、クジラと対話する。
チューバッカ
氷の惑星ティナに捕らわれた。喋れないが、通信の時では何故か喋る。
ハン・ソロ
ヤビンにて敵の襲撃をくらう。特に活躍する場面は無い。
レイア・オーガナ
原作通りデス・スターに連れ去られる。ただし、ゲームの仕様上原作と異なり、R2D2に託したメッセージではオビ=ワンではなくエピソード4冒頭ではまだ全く面識がないはずのルークになぜか助けを求めていた。仲間コマンドで選ぶと応援してくれることもあるが、直接の活躍は無い。
ダース・ベイダー
「デス・スター（一回目）」と「ヤビン」で戦うシスの暗黒卿。一回目はオビ=ワンに助言を貰わなければダメージを与えられない。二回目はライトセーバーから光線を飛ばして攻撃する。

### 敵キャラクター
作中には雑魚キャラクターとしてタスケン・レイダーやストームトルーパーなども登場するが、鳥類や魚類、軟体生物など原作にいないオリジナルの敵も多い。デス・スターのとある部屋にはボバ・フェットらしき敵が登場する。
オリジナルのボスはダース・ベイダーの偽者で、一人称は「オレサマ」。最初はベイダーと同じ姿で現れるが、一度ダメージを与えると本来の姿を現す。
サソリベイダー
タトゥーインのボス。その名の通り蠍のような姿をしている。
ギャオスベイダー
ケッセルのボス。同名の怪獣に似た姿をしている。
クラドスベイダー
イスカロンのボス。魚類、あるいはクジラ目のほ乳類のような姿をしている。ちなみに太古にはクラドセラケという軟骨魚類が存在していた。
ワンパベイダー
ティナのボス。『帝国の逆襲』に登場するワンパに似た姿をしている。

## スタッフ
- ゲーム・デザイン：WAN WAN
- ゲーム・プログラム：KISSIE（岸本好弘）
- グラフィック・デザイン：SHIMADA
- アシスタント：POCHI
- 音楽：川田宏行
- プロデュース：中村雅哉
- プロダクション・マネージャー：澤野和則

## 評価
- ゲーム誌『ファミコン通信』の「クロスレビュー」では合計30点（満40点）でシルバー殿堂入りを獲得[3]、『ファミリーコンピュータMagazine』の読者投票による「ゲーム通信簿」での評価は以下の通りとなっており、18.60点（満30点）となっている[1]。

| 項目 | キャラクタ | 音楽 | 操作性 | 熱中度 | お買得度 | オリジナリティ | 総合  |
| 得点 | 3.25       | 3.36 | 3.11   | 2.98   | 3.06     | 2.84           | 18.60 |

ゲームムック『死ぬ前にクリアしたい200の無理ゲー ファミコン&スーファミ』のレビューには「後半になると、狭い足場や複雑なコースなどが多数登場する。繰り返し挑戦して覚えるしかない」と難易度が言及されつつもゲームの評価自体は否定的ではなく、寧ろ「とはいえ、原作人気もあってか、それなりにファンは多い」と肯定に帰結されている。